# Bienvenidos a Edén
Benvinguts a Edén és una sèrie de televisió web espanyola de thriller estrenada el 6 de maig de 2022, creada per Joaquín Górriz i Guillermo López per a Netflix. És protagonitzada per Amaia Aberasturi, Amaia Salamanca, Belinda i Albert Baró, entre d'altres.
El febrer de 2022, tres mesos abans de la seva estrena, Netflix va renovar la sèrie per una segona temporada estrenada el 21 d'abril de 2023.

## Sinopsi
Zoa (Amaia Aberasturi) i quatre persones més, amb una gran activitat a les xarxes socials, reben una invitació per assistir a una festa en una illa secreta que organitza una marca de begudes. Allà comença per a ells una misteriosa aventura a través de la pregunta «Ets feliç?». Els que accepten la invitació comencen una aventura excitant, que els canviarà les vides. Encara que, de mica en mica, també descobriran que el paradís no és el que sembla.

## Repartiment
Els personatges de la sèrie van ser presentats en la roda de premsa, on els actors van donar una breu descripció dels personatges:
- Amaia Aberasturi com a Zoa, una noia que s'endinsa en una aventura en marxar a una festa.
- Tomy Aguilera com a Charly, un dels nois que va a la festa de la Fundació per oblidar-se de traumes passats.
- Diego Garisa com a Ibón, un dels nois que va a la festa de la Fundació per trobar-se a si mateix.
- Berta Castañé com a Gaby, germana de Zoa, a qui busca sense parar.
- Amaia Salamanca com a Astrid, dona d'Erik i fundadora de la Fundació Edén.
- Guillermo Pfening com a Erik, marit d'Astrid i fundador de la Fundació Edén.
- Ana Mena com a Judit, millor amiga de Zoa, amb qui se'n va a la festa de la Fundació.
- Berta Vázquez com a Claudia, una dona que porta a Edén durant molt de temps i que connecta amb Zoa.
- Belinda com a Àfrica, una noia que va a la festa de la Fundació, molt festera i esbojarrada.
- Irene Dev com a Alma, una noia que es veu reflectida en els ideals de la Fundació.
- Sergio Momo com a Nico, un noi divertit que s'endinsa a la Fundació.
- Lola Rodríguez com a Maika, una noia addicta a la tecnologia molt fidel a Astrid.
- Carlos Soroa com a Eloy, un membre de la Fundació mut que és amic de Bel.
- Begoña Vargas com a Bel, una noia dura i enigmàtica que viu a Edén.
- Alex Pastrana com a Ulisses, un noi fred i implacable que farà el que sigui per aconseguir allò que busca.
- Joan Pedrola com a Orson, un treballador d'Edèn molt fidel a la Fundació.
- Dariam Coco com a Eva, una noia que viu a Edén, una mica rara i observadora.
- Claudia Trujillo com a Brenda, una noia que salvaguarda els ideals de la Fundació perquè es compleixin les normes de l'illa.
- Albert Baró com a Aldo, un dels nois que va a la festa de la Fundació i que sospita de les intencions de l'Astrid.
- Martí Atance com a Fran, un membre de la Fundació que no aprova els procediments de l'illa.
- Jonathan Alonso com a Saúl, un membre de la Fundació, metge i encarregat de la salut dels altres membres.
- Jason Fernández com a David, un noi que va a la festa de l'illa i que té un rotllo amb Zoa a la festa.
- Blanca Romero com a Roberta, mare de Zoa i Gaby.
- Ana Wagener com a Brisa, una detectiu privada contractada pel pare d'Ibon que es posa en contacte amb Gaby.
- César Mateo com a Lucas, membre de la Fundació que s'encarrega del transport dels principiants a l'illa.
- Lucía Guerrero com a Danae, una noia de la Fundació que treballa fora de l'illa amb el Lucas.
- Max Sampietro com a Isaac, un nen que viu a l'illa i té relació amb l'Astrid i Erik.
- Anna Alarcón com a Núria, una dona que té cura d'Isaac.

## Producció
L'elenc principal de la sèrie va ser confirmat el febrer i el conformen Amaia Salamanca, Amaia Aberasturi, Belinda, Lola Rodríguez, Sergio Momo, Begoña Vargas, Ana Mena i Berta Vázquez, entre d'altres. Va ser creada i escrita per Joaquín Górriz i Guillermo López i dirigida per Daniel Benmayor i Menna Fité.

### Rodatge
Els enregistraments dels episodis de la ficció van començar el 22 de febrer de 2021 i es realitzen en diferents localitzacions als països catalans i espanya com Barcelona, Alacant i Lanzarote. En l'abril del mateix any, el rodatge es trasllada a Sant Sebastià. A finals de maig, el director Daniel Benmayor va anunciar la fi del rodatge de la sèrie.
També s'ha rodat part de la sèrie a Cretes/Queretes, un poble de la comarca del Matarranya a Terol. Va ser l'espectacularitat d'aquest paisatge i les singulars construccions de "Solo houses" les que van seduir els responsables d'aquesta sèrie per gravar allí.

## Estrena
El febrer del 2022 es va anunciar que la sèrie s'estrenaria el mes d'abril del mateix any, a més de donar a conèixer les primeres imatges dels episodis. La sèrie finalment va ser endarrerida lleugerament per a fer lloc per a les estrenes de Els hereus de la terra i la cinquena temporada d'Élite, i a finals de març de 2022, es va anunciar que finalment arribaria a la plataforma el 6 de maig de 2022.